# She-Ra
She-Ra, de son vrai nom la princesse Adora, est un personnage de fiction de la franchise Les Maîtres de l'univers de Mattel.
Le personnage a été créé par Mattel dans le but de lancer une nouvelle ligne de la franchise Les Maîtres de l'univers à destination d'un public plus féminin intitulée La Princesse du Pouvoir. L'histoire du personnage a été écrite par Larry DiTillio et Joseph Michael Straczynski, scénaristes sur les adaptations télévisées de la franchise.
Elle fait sa première apparition dans le film d'animation Les Maîtres de l'univers : Le Secret de l'épée où elle découvre qu'elle est la sœur jumelle du Prince Adam, alias Musclor. Elle rejoint alors la Grande rébellion pour se battre contre les forces du mal.

## Biographie
Le roi Randor et la reine Marlena de la planète Eternia ont eu des jumeaux, une fille et un garçon : Adam et Adora. Mais un jour, Hordak, leader de la Horde, kidnappe Adora. Il l'élève sur la planète Etheria en lui cachant son passé. Adora devient alors le capitaine des forces de la Horde.
Plusieurs années après, la Sorcière envoie Adam, devenu Musclor, et Kringer sur Etheria pour retrouver le véritable propriétaire de l'épée de la Protection. Elle révèle ses origines à Adora via le diamant de l'épée. Adora se transforme alors en She-Ra. Elle s'allie donc avec son frère et ils retournent sur Eternia. Elle décide néanmoins de retourner sur Etheria pour rejoindre la Grande rébellion et affronter la Horde.
Au vu de sa force, elle en devient le leader. Durant la guerre contre la Horde, She-Ra fait la rencontre de plusieurs alliés, utilisant leurs talents pour affronter les créations de la Horde.
Contrairement à son frère, qui cachait qu'il était Musclor en changeant de personnalité, Adora reste toujours égale à elle-même et prête à aider son prochain.

## Pouvoirs et capacités
She-Ra dispose d'une incroyable force. Elle peut porter des humains mais également des rochers géants et parfois même des bâtiments. Elle est aussi extrêmement rapide et acrobatique. Elle peut aussi utiliser les pouvoirs magiques de son épée lors des combats et autres situations délicates. Elle est considérée comme la femme la plus forte de l'univers.
Elle est aussi capable de capacités moins physiques comme une grande empathie, la communication mentale avec les animaux, la guérison ainsi que lire dans les émotions des humains. Il n'a jamais été indiqué combien de temps Adora peut conserver la forme de She-Ra mais à quelques occasions, elle a été forcée de redevenir Adora, laissant penser qu'il y a une limite à ses pouvoirs.
L'arme principale de She-Ra est son épée presque indestructible, capable d'utiliser l'énergie magique et technologique. Son épée est celle de la protection, elle est semblable à l'épée du Pouvoir de Musclor mais dispose d'un diamant et de plusieurs pouvoirs différents. Néanmoins, elle utilise parfois d'autres accessoires comme un bouclier, un parachute ou encore un boomerang.
She-Ra est généralement non violente et utilise le combat seulement quand c'est la seule solution.

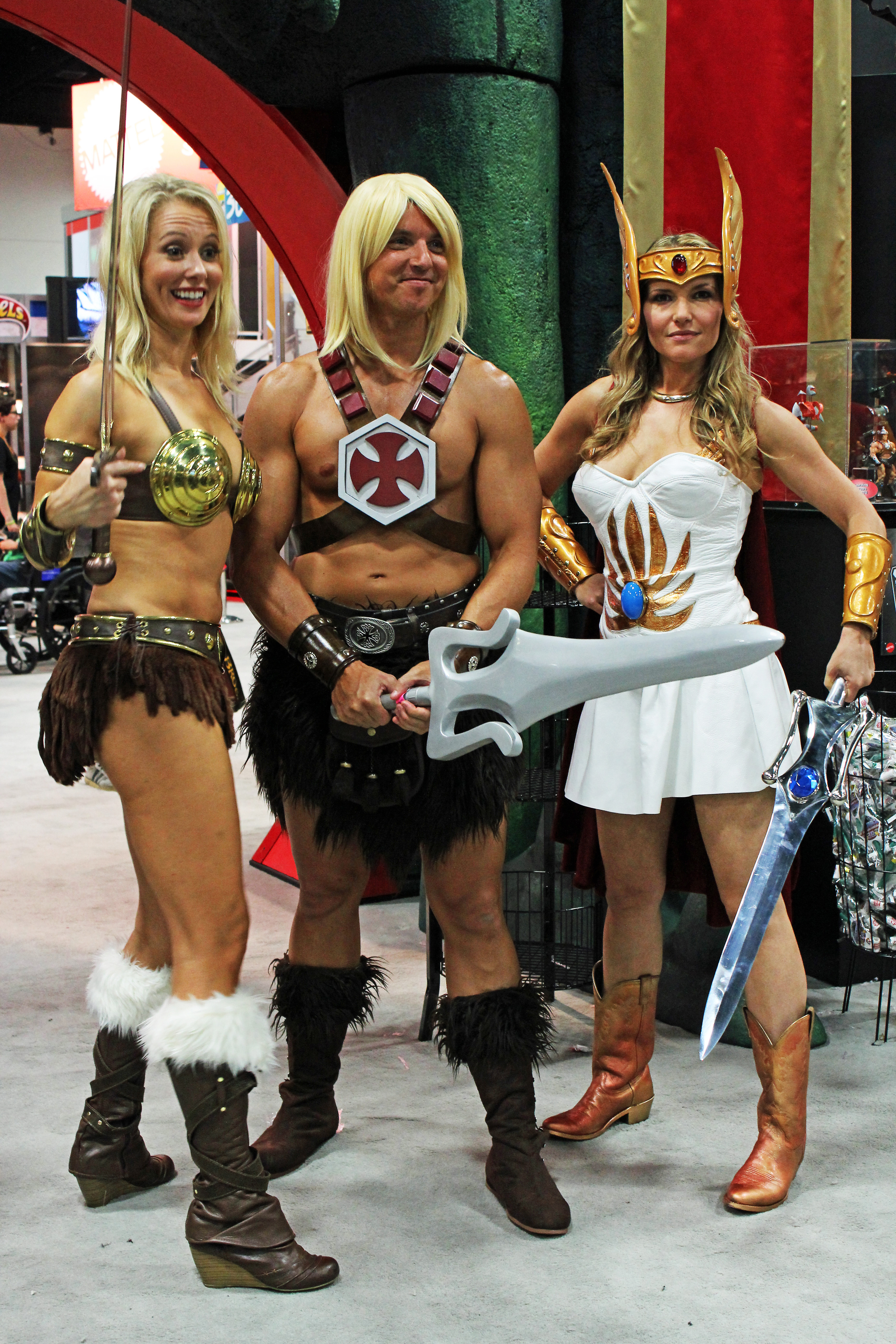
Un cosplay de She-Ra accompagnée de Musclor et Tila à la Comic-Con de 2012.

## Versions alternatives

### Masters of the Universe Classics
En 2008, Mattel, lance une nouvelle collection de la franchise Les Maîtres de l'univers qui modifie quelques éléments existants de l'histoire. Cette nouvelle histoire est présentée via des mini-comics présents dans les boites.
Dans cette version, Hordak arrive sur Eternia après s'être échappé d'une autre dimension où il avait été enfermé par le roi Grayskull. Son apprenti, Skeletor, kidnappe Adora et l'envoie sur Etheria. En grandissant, elle devient capitaine des forces de la Horde et prend alors le pseudonyme de Despara. Elle découvre ses origines et devient She-Ra de la même façon que dans la version originale.
Elle retourne sur Eternia avec plusieurs de ses amis et alliés pour aider Musclor à combattre Hordak qui a renversé le Roi Randor pour prendre le contrôle de la planète. Elle accompagne ensuite son frère dans ses aventures sur la planète Primus où ils affrontent ensemble le seigneur de la Horde, Horde Prime.

### Série de comicsDC Comics
En 2012, She-Ra apparait dans sa propre série de comics éditée par la célèbre maison d'édition DC Comics avant d'être introduite dans la série de comics adaptée des Maîtres de l'univers. 
Dans cette version, l'histoire d'Adora est très similaire à la version originale néanmoins, elle a une personnalité plus violente et sa vie est plus sombre et tragique. Quand elle travaille pour la Horde, elle est consciente de la nature cruelle et maléfique de la Horde, et même si elle doute parfois d'eux, elle les sert sans hésitation. 
Dans cette version, la Horde n'essaye pas d'envahir Etheria mais Eternia, ce qui pousse Musclor et les Maîtres à se cacher avec les rebelles. À la suite de sa connexion avec Tila, une alliée de son frère, Adora commence à se libérer de l'emprise de la Horde pour devenir She-Ra.

### She-Ra et les Princesses au pouvoir
En 2018, She-Ra fait son retour dans la série d'animation She-Ra et les Princesses au pouvoir sur Netflix. Cette série est un reboot de ses aventures et modifie plusieurs facettes de son histoire. L'un des plus gros changements est l'absence de Musclor et des Génies du Mal qui n'existent pas, l'équipe ayant souhaité donner plus d'indépendance à Adora.
Dans cette version, Adora est toujours membre de la Horde au début de la série. Néanmoins, elle n'est pas encore capitaine mais novice. Mais son haut niveau et sa motivation font que Hordak envoie son bras droit, Ténébra, annoncer à Adora qu'elle a été choisie pour devenir le nouveau capitaine. Elle accepte ce poste, la Horde lui faisant croire que leurs intentions sont bonnes et que les Princesses sont les tyrans qui veulent détruire Etheria.
Lors d'une escapade secrète dans la forêt, Adora se retrouve séparée de sa coéquipière Catra. Elle a alors un flash dans lequel elle trouve une épée magique. Obsédée par cette épée, elle y retourne la nuit pour la retrouver et se transforme pour la première fois en She-Ra. Elle fait également la rencontre de deux membres de la Grande Rébellion : Scintilla et Flechdor. Au début méfiant envers Adora, ils lui font vite ouvrir les yeux sur la Horde. Adora décide donc de se rallier à leurs cause et de rejoindre la rébellion.
Elle rencontre les princesses de la Grande Rébellion qui lui parlent d'une légende : She-Ra devait revenir sous les traits de leurs meilleure héroïne et il semblerait qu'Adora est cette héroïne. Commence alors les aventures de la nouvelle She-Ra qui sera aidée dans sa quête par les autres princesses et membres de la rébellion.
Adora ignore ses origines. Ténébra lui dévoile dans le premier épisode qu'elle était orpheline et que la Horde l'a recueillie. Mais quand elle découvre que la Horde est maléfique, Adora réalise qu'ils lui ont peut-être également menti sur son passé. Adore découvre la vérité sur son passé dans la troisième saison : Grand Espoir lui apprend qu'elle est originaire de la planète Eternia et est une descendante des Fondateurs. Elle a été envoyée sur Etheria pour la protéger et dans l'optique qu'elle reprenne un jour l'épée de She-Ra après la disparition de Mara, la précédente She-Ra. Néanmoins, elle est retrouvée par Hordak qui décide de la récupérer pour faire d'elle un soldat.
Dans l'épisode final de la série, il est dévoilé qu'Adora est amoureuse de Catra. Les deux jeunes femmes se déclarent alors mutuellement leur amour. C'est la première fois que le personnage est représenté comme ouvertement lesbienne.

### Les Maîtres de l'univers: Révolution
Dans le dernier épisode de la deuxième saison de Les Maîtres de l'Univers, intitulée Révolution, Adora fait une apparition à la fin de l'épisode sous l'identité et le costume de Despara, l'alter-ego qu'elle utilisait dans la version Masters of the Universe Classics de la franchise. Lors de son apparition, elle est sous le contrôle de la Horde et vient sauver Hordak. La série se déroulant après les événements de la série originale, cette apparition laisse entendre qu'elle aurait été de nouveau capturée par la Horde.

### Autres apparitions
She-Ra apparait dans les jeux mobile He-Man: The Most Powerful Game in the Universe ainsi que dans He-Man Tappers of Grayskull.

## Impact culturel

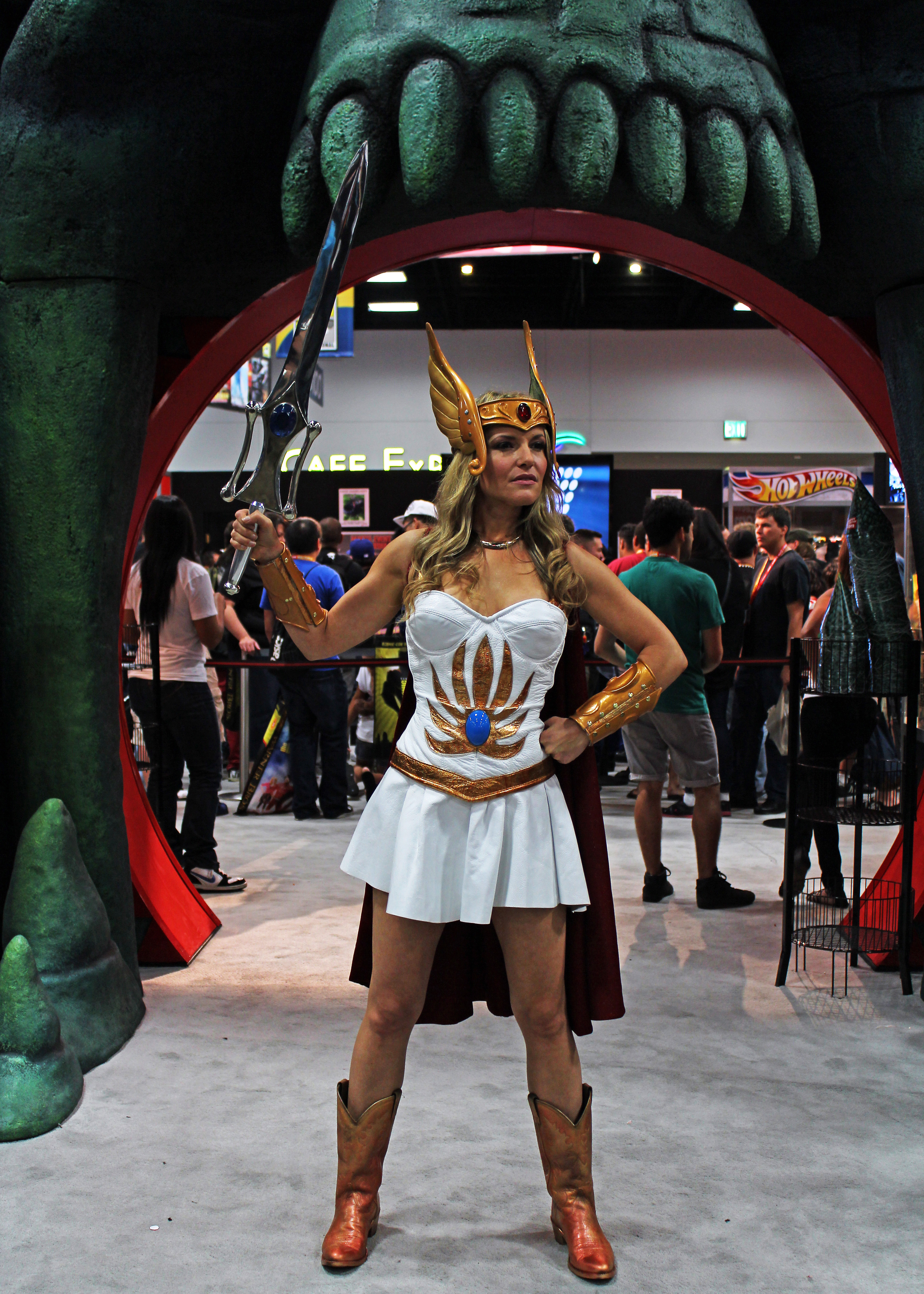
Un cosplay de She-Ra à la Comic-Con de 2012.

Depuis sa création, She-Ra est devenue un personnage culte et est considérée par beaucoup comme un modèle positif pour les jeunes filles et les femmes,,.
Plusieurs références au personnage ont été faites depuis sa création dans plusieurs médias. En 2014, la chanteuse et actrice Ariana Grande incarne le personnage dans un sketch parodiant la franchise Les Maîtres de l'univers dans l'émission de divertissement Saturday Night Live diffusée le 3 septembre.
En 2018, lors de la révélation du nouveau design du personnage pour la série de Netflix, ce dernier a été critiqué, notamment par des hommes, pour ne pas être assez sexy, voluptueux et glamour comme il était dans la série originale qui, pour eux, illustrait la « femme parfaite ». Néanmoins, ce design fut également reçu de manière positive par d'autres appréciant le fait que la production évite de sexualiser un personnage pour enfant mais également pour son image positive du corps de la femme. Le site The Verge a relevé que la nouvelle She-Ra a inspiré plusieurs fans à réaliser des fan art pour célébrer le personnage et son nouveau design[réf. nécessaire].
À la suite de cette controverse, le co-créateur de la série originale, Joseph Michael Straczynski dévoile plusieurs anecdotes sur la création du personnage tout en apportant son soutien à la nouvelle She-Ra. Il déclare que le personnage et son design d'origine ont été écrits et créés pour faire d'elle « une guerrière avant tout » et que « ceux qui la voit comme une "femme parfaite" le font sous une lentille de prépubère ». Il continue en déclarant qu'il peut « en quelques sorte, le comprendre » mais « que cela n'a jamais été leurs intentions créatives ». Il dévoile également avoir utilisé les mêmes principes que She-Ra, « force, intelligence et esprit », pour donner naissance aux personnages féminins de ses autres créations, les séries Babylon 5 et Sense8.
En 2020, la cinquième et dernière saison du reboot se termine avec Adora qui entame une relation avec Catra : Les deux personnages s'avouent leurs sentiments avant d'échanger un baiser. C'est la première fois qu'Adora est représentée comme lesbienne. Cette scène a été très bien accueillie par les fans de la série et par la presse spécialisée, la décrivant comme un moment important dans l'histoire des séries jeunesses, de l'animation, et pour la représentation LGBT,,,.